# Tom Stock
Tom Stock (Stati Uniti D'America, 1942) è un ex nuotatore statunitense.

## Biografia

### Carriera
Nel corso della sua carriera, durata dal 1956 al 1964, ha stabilito diversi record del mondo e 14 primati nazionali statunitensi. Non venne selezionato alle Olimpiadi di Roma 1960, dopo esser giunto terzo alle qualificazioni nazionali, che per l'ultima volta selezionarono i primi due migliori atleti, mentre mancò all'edizione di Tokyo 1964 dopo aver contratto un grave caso di pneumonite prima della partenza. Fu nominato American Swimmwer of the Year nel 1962 e introdotto nel 1989 come membro dell'International Swimming Hall of Fame.

### Vita privata
Stock vive a Hinsdale, nell'Illinois, con sua moglie Ann e i suoi due figli. Dopo il ritiro nel 1964 ha fondato con un suo ex compagno una compagnia per il trasporto dell'acciaio.